# Gangster (film 2006)
Gangster (hindi: गैंग्स्टर, urdu: گینگسٹیر, inny tytuł: „Gangster: A Love Story”) – bollywoodzki dramat z 2006 roku wyreżyserowany przez Anuraga Basu. W rolach głównych Shiney Ahuja, Emraan Hashmi i debiutantka Kangana Ranaut. Film jest historią dziewczyny zakochanej w dwóch mężczyznach. Jeden jest zwyczajnym człowiekiem, drugi prowadzi niebezpieczne życie gangstera. Film stawia pytanie o to, komu można zaufać.
W filmie wykorzystano w oprawie muzycznej Bangla pop (Gautham Chattopadhyay).
Producent zaprzeczył jakoby film opierał się na prawdziwej historii byłej aktorki Monica Bedi i Abu Salem.(BBC News)

## Fabuła
Daya Shankar (Shiney Ahuja) z Kaszmiru wyjeżdża do Bombaju marząc o karierze gangstera. Jego marzenie się spełnia. Zaczyna żyć niebezpiecznie, łamiąc prawo, bogacąc się i uciekając przed policją. Podczas jednej z tych ucieczek wpada przypadkiem do pokoju tancerki z baru, Simran (Kangana Ranaut). Obca mu dziewczyna ukrywa go przed policją. Jest tym tak poruszony, że wyszukuje bar, w którym ona tańczy i przesiaduje w nim w ciemnościach i w milczeniu zapatrzony w jej taniec. Coraz bardziej w niej zakochany. Swoją miłość udaje mu się jej udowodnić, gdy ma okazję obronić ją przed napastowaniem. Aby ją chronić od takich sytuacji, prosi, aby zamieszkała z nim. Jej obecność sprawia, że Daya ma już dość dotychczasowego życia. Chce z nią gdzieś osiąść. Tworzą razem rodzinę adoptując chłopca Bittu. Daya załatwia paszporty, które mają ich w Dubaju uwolnić od jego przeszłości. Ale przeszłość dopada ich. Na lotnisku przy próbie aresztowania Dayi, ginie ich synek Bittu. Zrozpaczona Simran nie umie już dalej żyć z Dayą. Porzuciwszy go, Simran wyjeżdża do Korei Południowej, do Seulu i tam próbuje zapomnieć o przeszłości zapijając ciemność w sobie. W jej życiu pojawia się inny mężczyzna, muzyk Akash (Emraan Hashmi). Uratowawszy ją od samobójstwa otacza ją troskliwą miłością pomagając jej odzyskać wiarę w siebie i odnaleźć sens życia. Z ich bliskości pojawia się nadzieja na dziecko. Ale kochający ja nadal Daya nie chce zrezygnować z Simran. Znów wkracza w jej życie. Znów ścigany, tym razem nie tylko przez policje, ale i przez szefa gangu Khana. Simran musi wybrać między niepewnym życiem z kochanym jeszcze Daya a bezpieczeństwem, jakie jej daje Akash, ojciec dziecka, na które czeka.

## Obsada
- Shiney Ahuja – Daya – Nagroda Krytyków AIFA dla Najlepszego Aktora
- Emraan Hashmi – Akash – nominacja do Nagrody Filmfare za Najlepszą Rolę Negatywną
- Kangana Ranaut – Simran – Nagroda Filmfare za Najlepszy Debiut
- Gulshan Grover – Khan
- Vicky Ahuja – Usman
- Hitanshu Lodhia – Master Hitanshu Lodhia

## Nagrody i nominacje
- Kangana Ranaut – Nagroda Filmfare za Najlepszy Debiut
- Kangana Ranaut – Nagroda Screen Weekly za Najlepszy Debiut
- Kangana Ranaut – Zee Cine Nagroda za Najlepszy Debiut
- Kangana Ranaut – Nagroda IFFA za Najlepszy Debiut
- Kangana Ranaut – Nagroda GIFA za Najlepszy Debiut
- Shiney Ahuja – Nagroda Krytyków AIFA dla Najlepszego Aktora
- KK – nominacja do nagrody za najlepszy playback męski – „Tu Hi Meri Shabd”
- Zubeen – nominacja do nagrody za najlepszy playback męski – „Ya Ali”
- nominacja do nagrody za najlepszą rolę negatywną – Emran Hashmi
- Nagroda Stardust Superstar of tomorrow (Male) – Shiney Ahuja
- Nagroda Stardust Superstar of tomorrow (Female) – Kangana Ranaut

## Muzyka
Tu Hi Meri Shab Hai Part 1
twórca: Sayeed Qadri
śpiewa – K.K. (Krishan Kumar Menon)
Bheegi Bheegi
twórca: Mayur Puri
śpiewa – James (Faruk Mahfuz Anam)
Lamha Lamha Male
śpiewa – Abhijeet
Ya Ali
śpiewają – Zubeen
Piosenka „Ya Ali” nawiązuje do arabskiej pieśni „Ya Ghali” – Guitara. Ya Ali Remix (DJ Suketu – aranżacja – Aks)
śpiewa – Zubeen
Ya Ali Remix Blast
Mujhe Mat Roko
śpiewa – Kavita Seth
Lamha Lamha Duet
śpiewają – Abhijeet i Sunidhi Chauhan
Tu Hi Meri Shab Hai Part 2
śpiewa – K.K. (Krishan Kumar Menon)
Tu Hi Meri Shab Hai Euro Remix
śpiewa – K.K. (Krishan Kumar Menon)
Melodia „Tu Hi Meri Shab hai” podobna jest do kompozycji Oliver Shanti, Sacral Mantra.